# 正二十四胞体

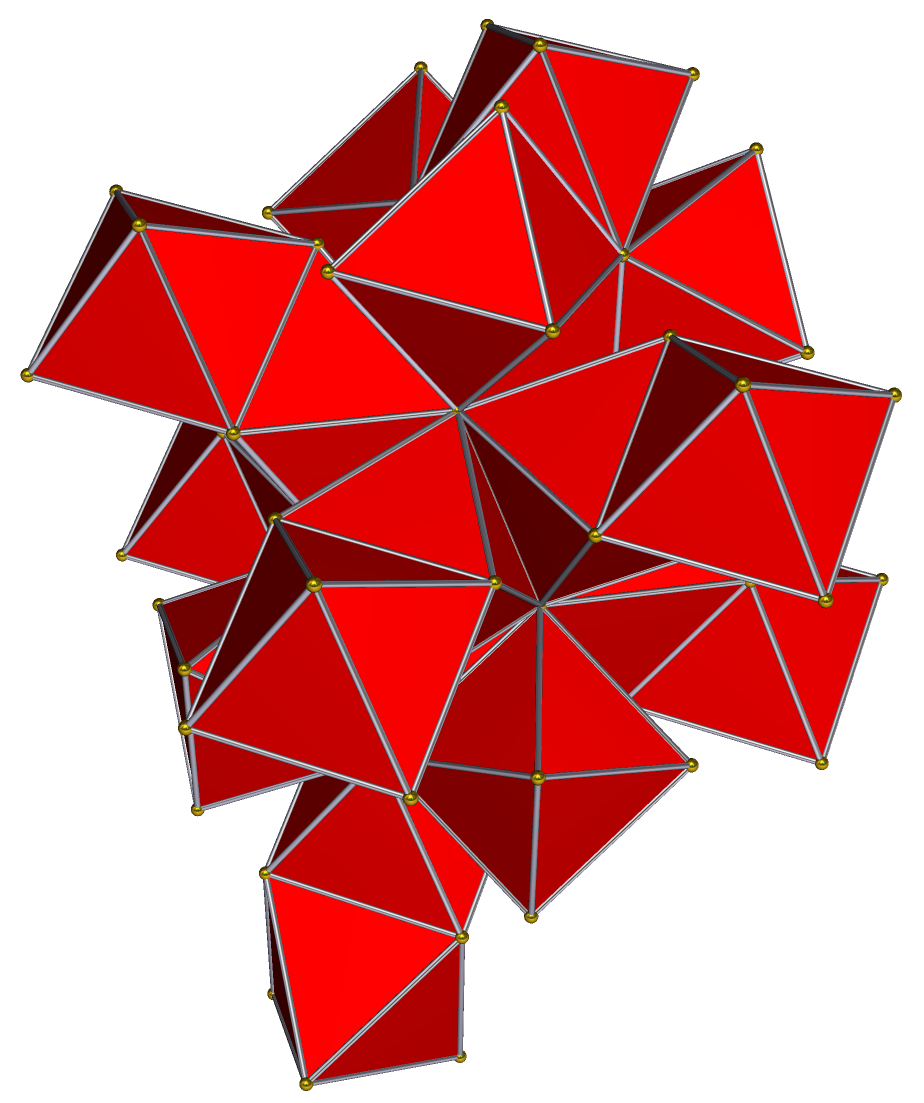
展开图

几何学上，正二十四胞体（Icositetrachoron），又稱為复正八面体或正八面复立方体，是六个四维凸正多胞体之一，施莱夫利符号是{3,4,3}。正二十四胞体拥有许多独一无二的性质，例如，正二十四胞体是實空間中除了正单纯形、正多边形外，具有自身对偶特性的多胞形，也是唯一没有良好三维类比的四维凸正多胞体，但它可以被類比為一對多面體：截半立方體和菱形十二面體。

## 性質
正二十四胞体由24个正八面体胞组成，于每顶点有八个相接。正二十四胞体共有96个三角形面、96条边，24个顶点，其頂點圖是立方体。正二十四胞体是自身对偶。对于边长为a的正二十四胞体，其超体积是2a4，表体积是8√2a3。
若一个正二十四胞体的棱长为1，则其外接超球的半径为1,其外中交超球（经过正二十四胞体每条棱的中点的三维超球）半径为{\displaystyle {\frac {\sqrt {3}}{2}}\approx 0.866025403}，其内中交超球（经过正二十四胞体每个面的中心）半径为{\displaystyle {\frac {\sqrt {6}}{3}}\approx 0.81649658},其内切超球半径为{\displaystyle {\frac {\sqrt {2}}{2}}\approx 0.707106781}。

### 构造法
以下顶点构成中心于原点，边长为1的正二十四胞体：
8个由以下坐标的所有不同排列得出
(±1, 0, 0, 0)，
另外16个则有形式
(±½, ±½, ±½, ±½)。
首8顶点构成正十六胞体，另外16个则是其对偶超正方体。（3维空间的类似构造得出的并非正多面体，而是菱形十二面体。）其余16点按负号数目的奇偶再分成两组，则此三组每组都构成正十六胞体，其对偶超正方体是其余的顶点构成。
与上面的正十二胞体对偶的正二十四胞体是以下坐标的所有不同排列
(±1, ±1, 0, 0)，
边长为√2，外接于半径√2的3-球面。实际上，这个正二十四胞体是作为截半正十六胞体存在的。正十六胞体的顶点图是正八面体，意味着截去正十六胞体的顶点会出现正八面体胞，而在棱长中点出截去正十六胞体的正四面体胞的角（“截半”）也会出现正八面体胞，总共16+8=24个正八面体胞。

### 堆砌
二十四胞体可以填滿4维歐幾里得空間，這種幾何結構稱為正二十四胞體堆砌。这个堆砌體的施莱夫利符号是{3,4,3,3}。其對偶多胞體為正十六胞體堆砌，在施萊夫利符號中以{3,3,4,3}表示，由正十六胞体组成。连同超正方体镶嵌{4,3,3,4}，R4僅有的三個正堆砌體。

## 对称性、根系和密铺

考克斯特F_{4}群平面下的投影，展现了正二十四胞体(红点)和它的对偶(黄点)。

如果把正二十四胞体的24个顶点看作位置向量的话，它们能构成一个简单李群D4，这二十四个顶点处于3个互相平行的超平面之上，2对6个顶点分别处于外侧的两个超平面上，构成两个正八面体（就是两个胞），其余12个顶点处于中间的超平面之上，构成截半立方体。而这24个顶点又可拆分成超立方体的16个顶点和正十六胞体的8个顶点，应此作为截半正十六胞体和双棱锥正二十四胞体（截半正十六胞体的对偶），正二十四胞体也具有BC4对称性。正二十四胞体和它的对偶正二十四胞体的共48个顶点（的位置向量）构成了F4对称群，它包含了两个D4对称群，大小是后者的√2倍。正二十四胞体的全部对称性构成了外尔群F4，由与F4的根正交的超平面反射构成，它是一个群阶为1152的旋转反射群。正二十四胞体的纯旋转群群阶为576。如果把正二十四胞体的顶点看作是四元数，由于单位四元数乘除等同于旋转，能够构造出一个等同于只有旋转的外尔群F4的乘法群。其它正多胞形，如正十六胞体和正六百胞体也有该性质。

### 四元数解释
当我们用四元数来解释时，F4根格（即正二十四胞体所有顶点的完整共轭）在乘法下封闭，这意味着其形成了一个环。这是一个哈维兹整四元数构成的环。正二十四胞体的顶点形成了哈维兹四元数环（这一群也被叫做二元四面体群）中的单位群（由可逆元组成的群）。正二十四胞体的24个顶点恰好就是24个范数为1的哈维兹四元数，而其对偶的24个顶点则是24个范数为√2的哈维兹四元数。D4根格是F4的对偶，其是哈维兹四元数有着偶数范数平方的子环。
其它四维凸正多胞体的顶点也能形成可乘的四元数群，但它们都不能形成根格。

### 沃罗诺伊胞
D4根格的沃罗诺伊胞是正二十四胞体。对应的密铺是正二十四胞体的四维欧式空间R4密铺。正二十四胞体的中心位于D4格点（偶平方范数的哈维兹整四元数）处，而其顶点位于F4格点（奇平方范数的哈维兹整四元数）处，这一密铺中每个正二十四胞体都有24个正二十四胞体相邻，共用正八面体胞，有32个正二十四面体只共用定点。这一密铺中每个顶点有8个正二十四面体相交。这一密铺的施莱夫利符号为{3,4,3,3}。
有趣的是，密铺中这些正二十四胞体的内切四维球组成了四维欧式空间中最密的超球密铺。正二十四胞体的定点构型亦有四维空间中最大的接触数。

## 可视化
| 中心投影          | 线架投影 | 球极投影 | 正二十四胞体 穿越三维空间 |
| ----------------- | -------- | -------- | ------------------------- |
|                   |          |          |                           |
| 旋转着的 中心投影 |          |          |                           |
|                   |          |          |                           |

| 考克斯特平面 | F4          | F4          |
| ------------ | ----------- | ----------- |
| 图像         |             |             |
| 二面体群     | [12]        | [12]        |
| 考克斯特平面 | B3 / A2 (a) | B3 / A2 (b) |
| 图像         |             |             |
| 二面体群     | [6]         | [6]         |
| 考克斯特平面 | B4          | B2 / A2     |
| 图像         |             |             |
| 二面体群     | [8]         | [4]         |